# Червена-Ржечице
Червена-Ржечице (чеш. Červená Řečice) — город в районе Пельгржимов края Высочина, Чехия.
Население — 963 жителя (2013).

## География
Город расположен на живописном высокогорье примерно в 10 км к северо-востоку г. Пельгржимова рядом с р. Трнава.

## История
Название происходит от небольшой реки или речицы. Имя города Червена-Ржечице впервые упоминается в письменных источниках в 1558 году, до этого в 1279—1290 — под именем Ржечице. В XII веке — центр большого имения, принадлежавшего пражским епископам, позже — архиепископству.

## Административное деление
Административно состоит из 5 районов:
- Червена-Ржечице
- Змишовице,
- Попелиштна,
- Техораз,
- Милотички.

## Достопримечательности
Город имеет богатую историю и его ежегодно посещает много туристов.
Центр города представляет собой квадратную площадь размером в один гектар. Более половины площади занимает парк. С 2003 года центр города является исторической заповедной зоной. Над площадью возвышается церковь Святой Марии Магдалины и старинный архиепископский замок со рвом, который в XVI веке был перестроен в ренессансном стиле (с 2014 года — национальный памятник культуры Чехии). Среди достопримечательностей — кладбище у костёла Тела Христова (поздняя готика).

## Население
| Год  | Численность | Численность |
| ---- | ----------- | ----------- |
| 1869 | 2039        | [ 5 ]       |
| 1880 | 2061        | [ 5 ]       |
| 1890 | 1936        | [ 5 ]       |
| 1900 | 1873        | [ 5 ]       |
| 1910 | 1947        | [ 5 ]       |
| 1921 | 1826        | [ 5 ]       |
| 1930 | 1510        | [ 5 ]       |
| 1950 | 1210        | [ 5 ]       |
| 1961 | 1320        | [ 5 ]       |
| 1970 | 1310        | [ 5 ]       |
| 1980 | 1272        | [ 5 ]       |
| 1991 | 1073        | [ 5 ]       |
| 2001 | 987         | [ 5 ]       |
| 2014 | 975         | [ 6 ]       |
| 2016 | 997         | [ 7 ]       |
| 2017 | 1017        | [ 8 ]       |
| 2018 | 1008        | [ 9 ]       |
| 2019 | 1003        | [ 10 ]      |
| 2020 | 1006        | [ 11 ]      |
| 2021 | 1006        | [ 12 ]      |
| 2022 | 1009        | [ 13 ]      |
| 2023 | 1030        | [ 14 ]      |
| 2024 | 1045        | [ 3 ]       |